# Parum bieti
Parum bieti är en fjärilsart som beskrevs av Charles Oberthür 1886. Parum bieti ingår i släktet Parum och familjen svärmare. Inga underarter finns listade i Catalogue of Life.